# HAPPY AGAIN
「HAPPY AGAIN」（ハッピー・アゲイン）は、酒井法子の7枚目のシングル。1988年9月21日にビクター音楽産業より発売された。

## 解説
- 日本自動車工業会・キャンペーンソングに採用される。
- 週間オリコンチャート上において、最高は第4位まで上昇した（売上記録は8.7万枚）[1]。
- TBS系生放送音楽番組『ザ・ベストテン』では、前作の「1億のスマイル」（ただし企画盤の「のりピー音頭」を除く）に引き続いて、最高第6位へランクインされた（1988年10月20日放映分）。

## 収録曲
1. HAPPY AGAIN
  - 作詞：森浩美 作曲：西木栄二 編曲：船山基紀
2. きらいよ…
  - 作詞：小倉めぐみ 作曲：西木栄二 編曲：船山基紀
3. HAPPY AGAIN（オリジナル・カラオケ、CDのみ）
4. きらいよ…（オリジナル・カラオケ、CDのみ）